# Phase-shift keying

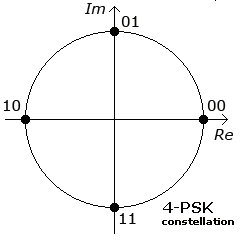
Esempio di costellazione di una 4-psk

In telecomunicazioni la Phase-Shift Keying, sigla PSK, è una tecnica di modulazione numerica.
L'informazione è codificata nella fase della portante che assume valori discreti in funzione dei bit o della sequenza di bit da trasmettere.
Le fasi delle forme d'onda trasmesse sono normalmente equidistanti, per minimizzare la correlazione incrociata tra le forme d'onda stesse.
Lo spettro PSK è identico a quello ASK, con tutto ciò che ne deriva. Come accade anche per la modulazione di fase analogica, tale tipo di modulazione ha il vantaggio di presentare un'ottima robustezza nei confronti dell'errore di ampiezza dei simboli ricevuti (distanza euclidea dall'origine del piano complesso ovvero modulo) in quanto l'informazione è codificata nella fase.

## Esempi

### Modulazione BPSK
La BPSK ( Binary-PSK) consiste nell'associare alle due cifre binarie 1 e 0 due valori diversi di fase della portante, come per esempio 0° e 180°. La modulazione PSK bifase equivale a una AM DSB eseguita su un segnale bipolare. Infatti in tale modulazione il segnale modulato è proporzionale al prodotto tra modulante e portante, e pertanto ipotizzando un segnale modulante a due livelli V e –V corrispondenti rispettivamente alle cifre 1 e 0, si ottiene un segnale modulato.

### Modulazione 4-PSK
Nel caso di una modulazione 4-PSK si utilizzeranno le fasi 0º, 90º, 180º e 270º con un valore di 2 bit di codifica per ciascun simbolo (esempio: 00=0º, 01=90º, 10=180º, 11=270º). Una 4-PSK alternativa è la QPSK dove Q sta per quadrature ovvero 4-PSK in quadratura cioè i 4 simboli utilizzati sono sfasati tra loro sempre di 90°, ma anziché essere posti sugli assi del riferimento cartesiano sono posti sfasati di 45° rispetto agli assi ovvero disposti sulle bisettrici degli assi stessi.

### Modulazione 8-PSK
La modulazione 8-PSK è una modulazione di fase per segnali numerici che prevede la possibilità di trasmettere 8 diversi simboli tramite 8 corrispondenti diverse fasi della sinusoide portante. Ad ogni simbolo trasmesso può essere associata una terna di bit del segnale binario che deve essere inviato sul canale:
- fase 0 corrispondente alla terna 000
- fase 45° corrispondente alla terna 001
- fase 90° corrispondente alla terna 010
- fase 135° corrispondente alla terna 011
- fase 180° corrispondente alla terna 100
- fase 225° corrispondente alla terna 101
- fase 270° corrispondente alla terna 110
- fase 315° corrispondente alla terna 111

Visto che a ogni simbolo trasmesso sul canale corrispondono 3 bit del segnale binario di partenza, la 8-PSK permette una velocità di trasmissione sul canale "tripla" rispetto all'invio sullo stesso canale di un segnale binario (2-PSK).
Il guadagno ottenibile come maggiore occupazione del canale si ripercuote in una maggiore criticità del ricevitore che deve essere in grado di selezionare il simbolo ricevuto fra 8 possibili, compito maggiormente difficoltoso rispetto alla selezione di un simbolo fra 2 possibili ovvero con una più alta probabilità di errore di decisione. Questo alla luce del fatto che i 2 simboli possibili in una 2-PSK si differenziano per 180° (opposizione di fase), mentre 2 simboli adiacenti di una 8-PSK distano solo 45°, ovvero 1/4 rispetto al caso 2-PSK con regioni di decisione più piccole e quindi margini di errore minori.

## Codifica differenziale DPSK
Per evitare le enormi complicazioni che sarebbero necessarie per ottenere una fase di riferimento assoluta (0º) nel ricevitore, di norma si utilizza una modulazione differenziale, ovvero sono i salti di fase che codificano i bit di informazione e non i valori assoluti.
Nella modulazione a spostamento di fase differenziale, in sigla DPSK, si fa corrispondere ai due livelli binari rispettivamente nessuna variazione di fase o variazione di 180° rispetto alla segnalazione precedente. Il problema di individuare il valore della prima cifra ricevuta è facilmente risolto dall'invio di una sequenza prestabilita prima della comunicazione vera e propria.
Naturalmente un segnale DPSK, avendo lo stesso andamento di un segnale PSK, conserva le stesse caratteristiche spettrali di quest'ultimo.
Quindi si può associare la codifica dei due bit come segue: 00=nessun salto di fase, 01=90º, 10=180º, 11=-90º o +270º.